# Petros
Petros (2020 m s.l.m. - in ucraino Петрос) è una delle più alte vette della catena montuosa di Čornohora (nei Carpazi), si trova al nord-ovest della fine della catena tra i monti Sheshul e Hoverla nell'Oblast' della Transcarpazia.

## Toponimo
La montagna è chiamata dai rumeni petrós (pietra), i quali le conferirono la denominazione attuale. Se ne deduce dunque l'assenza di un'affinità con il santo Pietro.

## Descrizione
È composta da arenite e coperto perlopiù da vegetazione subalpina, ovvero cespugli di mirtilli, ginepri (in particolare quello siberiano), rododendri e abetaie (fino all'altezza dei 1530-1600 metri). I pendii occidentali e orientali sono ripidi e presentano vari punti rocciosi, mentre i pendii settentrionali e nord-orientali, altrettanto vertiginosi, mostrano delle cenge rocciose. D'inverno risultano abbastanza comuni le valanghe.

## Turismo

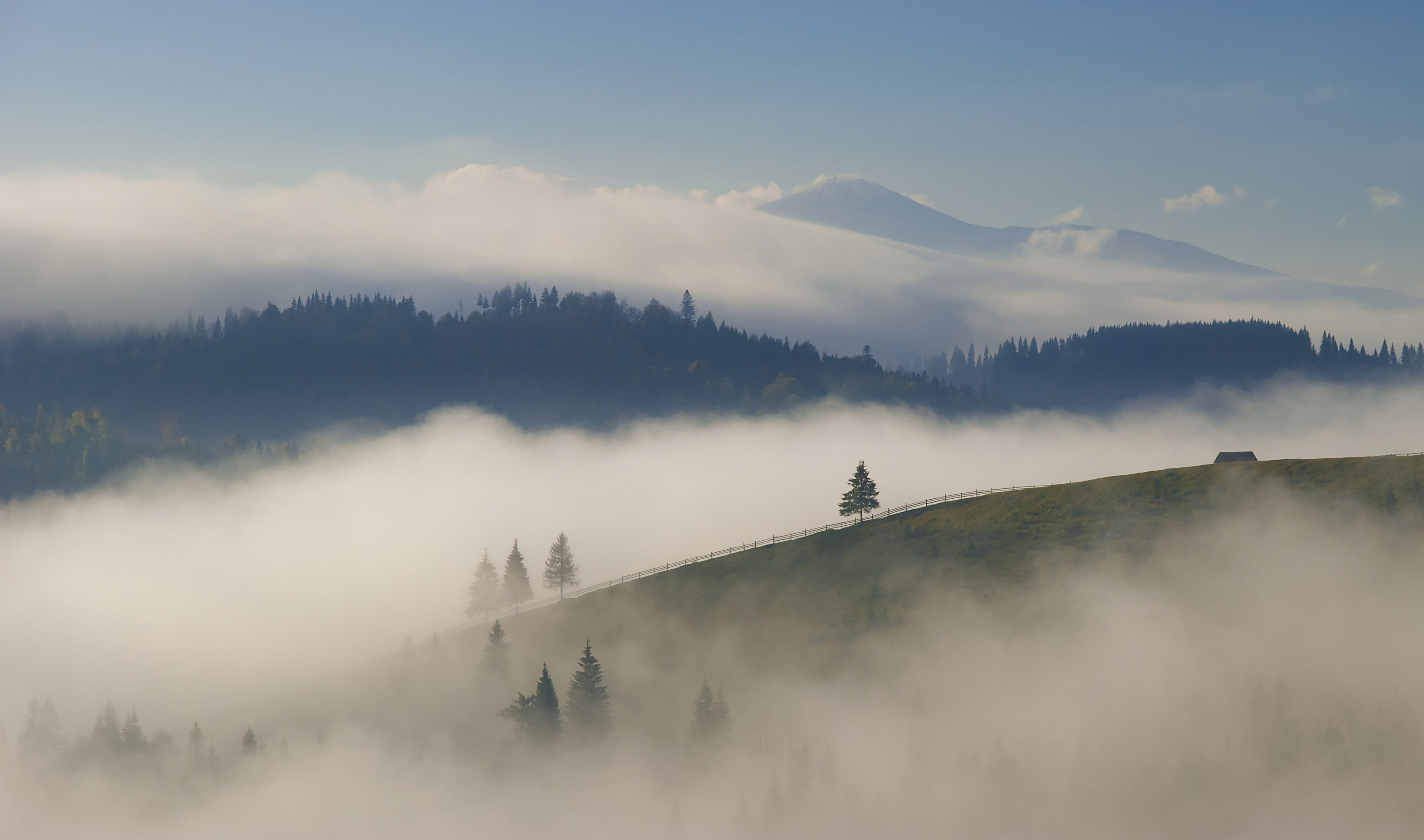
Nebbia mattutina nei pressi del monte Petros

Le colline del sud, particolarmente interessanti da un punto di vista paesaggistico e apprezzate per via della presenza di sentieri escursionistici, rappresentano una meta turistica conosciuta a livello locale.